# لیلا شیخلینسکایا
لیلا فرخ قیزی شیخلینسکایا (ترکی آذربایجانی: Leyla Fәrrux qızı Şıxlinskaya؛ زادهٔ ۱۲ ژوئن ۱۹۴۷) بازیگر، و بازیگر سینما اهل جمهوری آذربایجان است.
از فیلم‌ها یا برنامه‌های تلویزیونی که وی در آن نقش داشته‌است می‌توان به آرشین مال آلان و روزی که گذشت اشاره کرد.

## جوایز:
وی همچنین برندهٔ جوایزی همچون هنرمند خلق آذربایجان شده‌است.